# Туринск-Уральский
Тури́нск-Ура́льский — станция Свердловской железной дороги в городе Туринске Свердловской области. Линии не электрифицированы, обслуживаются тепловозами.

## История
Идея строительства железной дороги, связывающей ярмарочный Ирбит, Егоршинские шахты, лесные города Туринск и Тавду с остальным Уралом активно обсуждалась во второй половине XIX века. В 1896 году железнодорожный строитель и известный знаток края В. Л. Белов вынес на обсуждение Всероссийского торгово-промышленного съезда идею строительства такой железной дороги. На следующий год Ирбитский ярмарочный комитет ходатайствует перед правительством Российской империи о постройке дороги. Вскоре, с целью изучения на месте такой возможности, из столицы на Урал приезжает инженер Н. Я. Нестеровский.
В 1910 году железнодорожный департамент принял окончательное решение о строительстве железнодорожной линии от Екатеринбурга через Егоршино на Ирбит, Туринск, Тавду.
16 октября 1916 года железная дорога была сдана в эксплуатацию и включена в общую сеть железных дорог.
Первый пассажирский поезд из Екатеринбурга сделал остановку на вокзале станции Туринск-Уральский в мае 1917 года и дальше отправился до Тавды. Позже маршрут продлили до станции Устье-Аха, которая и сегодня остаётся конечной точкой на Егоршинском направлении. Долгое время магистраль была единственным путём сообщения Туринска с другими населёнными пунктами региона.

## Описание станции
На сегодняшний день пассажирское сообщение представлено пассажирским поездом местного сообщения № 409Е/410Е Екатеринбург—Устье-Аха, пригородным поездом 6671/6673 (6670/6672) Егоршино — Тавда.
Станция относится к Екатеринбургскому региону обслуживания Свердловской железной дороги.
Коммерческие операции, выполняемые на станции Туринск-Уральский:
- Приём и выдача повагонных отправок грузов, допускаемых к хранению на открытых площадках станций.
- Приём и выдача грузов повагонными и мелкими отправками, загружаемых целыми вагонами, только на подъездных путях и местах необщего пользования.
- Приём и выдача грузов в универсальных контейнерах массой брутто 3,3 (5) и 5,5 (6) т на станциях.
- Продажа билетов на все пассажирские поезда. Приём и выдача багажа.

## Интересные факты
- Согласно легенде, Д. И. Менделеев в 1899 году возглавил экспедицию по изучению уральского железорудного производства. В рамках подготовки отчёта для правительства, учёный рисует схему прокладки железной дороги в сторону Тавды, через Ирбит и Туринск, при этом изображая здание будущего вокзала в Туринске в виде домика в сказочном васнецовском стиле[2]. Здание вокзала сохранилось до наших дней.
- Здание вокзала железнодорожной станции Туринск-Уральский приказом Управления государственной охраны объектов культурного наследия Свердловской области от 10.11.2021 № 392 было признано вновь выявленным объектом культурного наследия регионального значения. Объект является примером станционных строений, выполненных в стилевых формах деревянного модерна[4].

- На перроне станции располагается барельеф Маршалу Советского Союза Г. К. Жукову. Георгий Константинович в качестве кандидата в депутаты Верховного Совета СССР посетил Туринск в феврале 1950 года. Встреча с избирателями была в том числе и на железнодорожном вокзале станции Туринск-Уральский. В память об этом событии, по инициативе ветеранской организации железнодорожников, 7 июля 1990 года был установлен памятный знак с барельефом полководца. Автор барельефа — туринский художник Борис Неймышев. Жуков изображён в заломленной на затылок папахе, отвороты шинели распахнуты, на кителе видна маршальская звезда. На лицевой стороне барельефа — памятная доска с надписью: «23 февраля 1950 года на станции Туринск-Уральский выступал с речью перед избирателями Маршал Советского Союза Георгий Константинович Жуков»[5].
- Мемориальная доска, установленная 17 сентября 2020 года в память о железнодорожнике, участнике Великой Отечественной войны, Герое Советского Союза Максиме Андреевиче Чистякове (1909—1992) у здания поста электрической централизации станции Туринск-Уральский[6].